# TUI Airlines Nederland

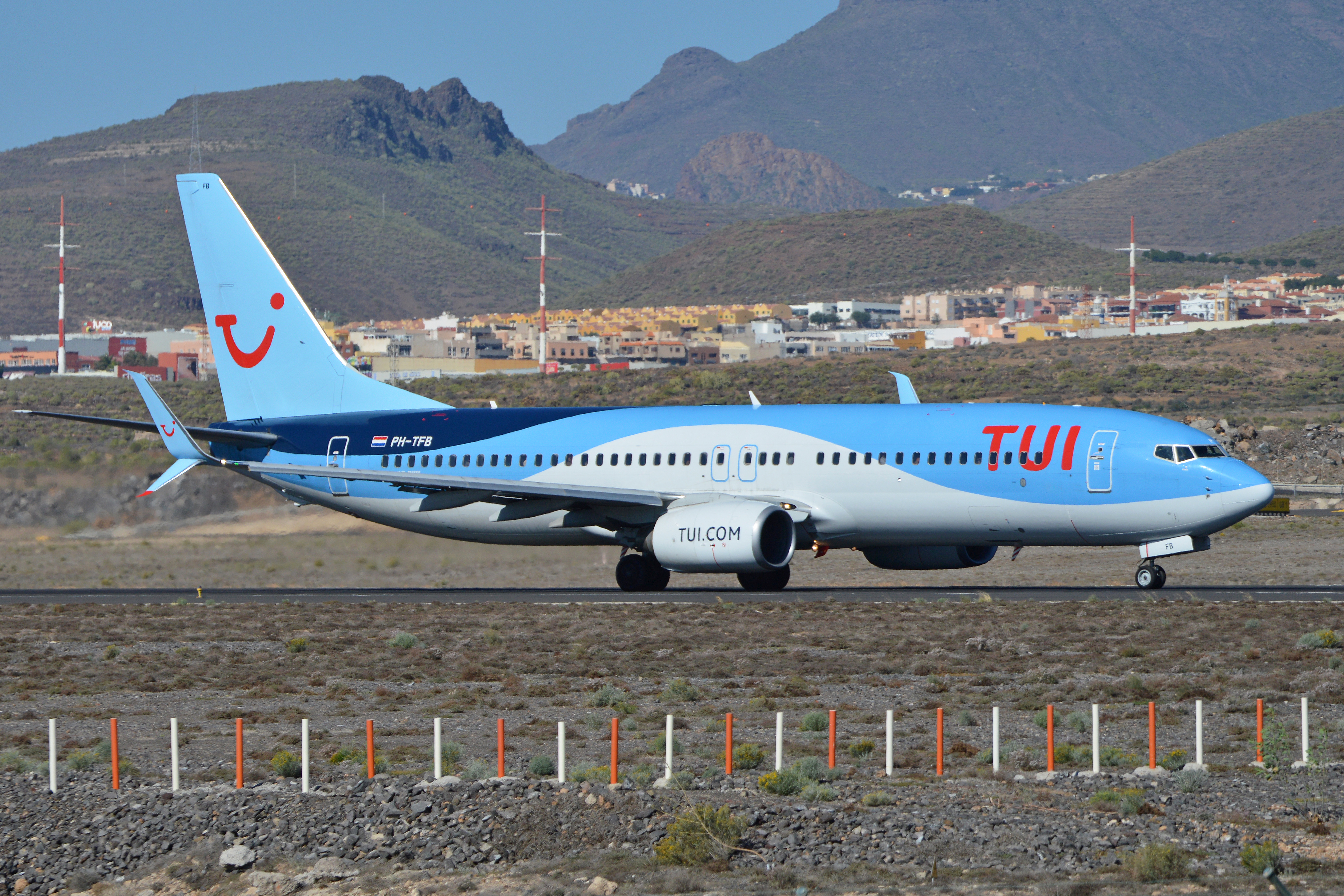
Boeing 737 MAX

TUI Airlines Nederland – holenderska czarterowa linia lotnicza z siedzibą w Amsterdamie. Należy do niemieckiej grupy TUI. Głównym węzłem jest port lotniczy Amsterdam-Schiphol. W latach 2005-2015 przewoźnik działał pod nazwą Arke.

## Flota
Według stanu na marzec 2025 flota TUI Airlines Nederland składała się z 10 samolotów  o średnim wieku 7,1 lat:
| Samolot          | Samolot | Samolot   | Liczba miejsc | Liczba miejsc | Liczba miejsc | Uwagi |
| Model            | Aktywne | Zamówione | P             | E             | Łącznie       | Uwagi |
| ---------------- | ------- | --------- | ------------- | ------------- | ------------- | ----- |
| Boeing 737 MAX 8 | 6       | -         | -             | 189           | 189           |       |
| Boeing 787-8     | 4       | -         | 25            | 280           | 305           |       |
| Łącznie          | 10      | 0         |               |               |               |       |